# سؤال‌هایی دارم
«سوال‌هایی دارم» ترانه‌ای از هنرمند اهل ایالات متحده آمریکا کامیلا کابیو از اولین آلبوم استودیی وی با نام آسیب دیدن، بهبود یافتن، عاشق شدن است که در ۲۲ مه ۲۰۱۷ منتشر شد و از ترانه‌های معروف وی به همراه گریه کردن در کلوب است.
این ترانه در چارت‌های اسپانیا جزو ده ترانه اول قرار گرفت.